# Joachim Bøhler
Joachim Bøhler, né le 19 juillet 1980 à Oslo en Norvège, est un coureur cycliste norvégien et faisant carrière sur route. Il a entre autres remporté le Championnat de Norvège en critérium en 2007.

## Palmarès
- 2003
  - 1re étape du Roserittet DNV Grand Prix
- 2006
  - 2e du championnat de Norvège du critérium
- 2007
  -  Champion de Norvège du critérium
- 2008
  - 2e étape de l'Olympia's Tour
  - 3e étape du Ringerike Grand Prix